# 0-2-0

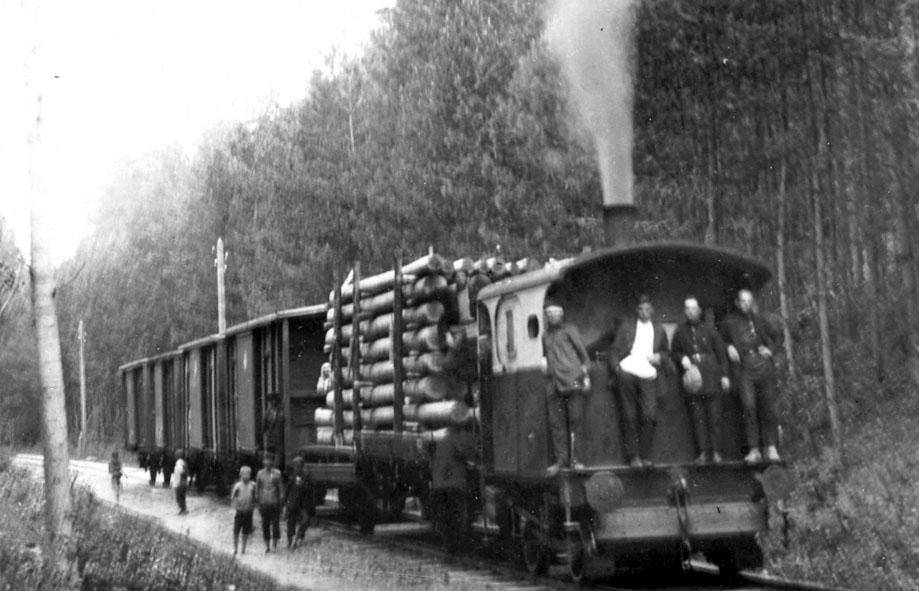
Російський та радянський маневровий танк-паровоз «Рак» тип 0-2-0

Тип 0-2-0 — паровоз з двома рушійними осями в одній жорсткій рамі. Найперший паровоз, побудований в 1804 році Річардом Тревітіком відносився до даного типу паровозів.
Інші варіанти запису:
- Американський — 0-4-0
- Французький — 020
- Німецький — B

## Види паровозів
Маневрові танк-паровози.